# Hyphoporus pugnator
Hyphoporus pugnator är en skalbaggsart som beskrevs av Sharp 1890. Hyphoporus pugnator ingår i släktet Hyphoporus och familjen dykare. Inga underarter finns listade i Catalogue of Life.